# Johann Peter Reusch

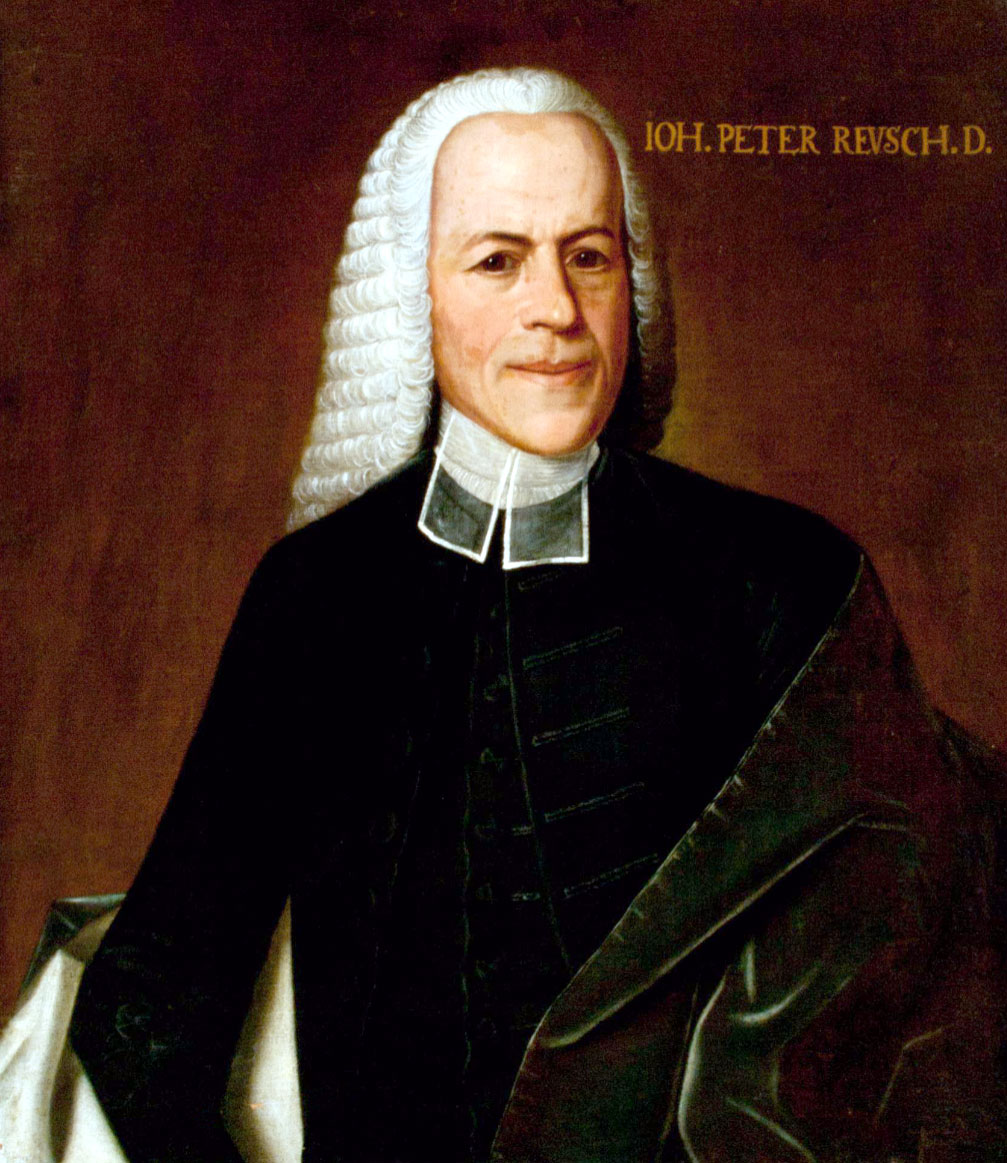
Johann Peter Reusch

Johann Peter Reusch (* 15. August 1691 in Almersbach; † 5. Juni 1758 in Jena) war ein deutscher Philosoph und lutherischer Theologe.

## Leben
Johann Peter war Sohn des Pfarrers Johann Anton Reusch (* 3. Oktober 1648 in Daaden; † 11. Juni 1728 in Bendorf) und dessen erster Frau Maria Magdalena Demmer († 21. Januar 1695 in Almersbach). Nach anfänglicher Ausbildung durch Privatlehrer besuchte er ab 1704 das Gymnasium in Idstein und bezog 1709 die Universität Gießen, um Theologie zu studieren. Im Haushalt von Johann Christian Lange (1669–1756) untergekommen, verfolgte er anfänglich Vorlesungen an der philosophischen Fakultät zur Physik bei Michael Bernhard Valentini und Johann Melchior Verdries (* 26. Juni 1679 in Gießen; † 25. Juli 1735 ebd.), bei Johann Georg Liebknecht erweiterte er seine Kenntnisse zur Mathematik und bei Georg Christian Bürklin (* Durlach; † 1716 in Gießen) sein Wissen in den orientalischen Sprachen. Theologisch erhielt er das Rüstzeug von Johann Christoph Bielenfeld (* 25. Dezember 1664 in Wernigerode; † 21. Juni 1727 in Gießen), Johann Heinrich May dem Jüngeren und Johann Bartholomäus Rüdiger (* 10. Oktober 1660 in Grünberg; † 3. Juli 1729 in Gießen). Nachdem er 1715 an der Universität Marburg sein Studium fortgesetzt hatte, zog er am 18. Juni 1716 an die Universität Halle, wo vor allem Christian Wolff einen prägenden Einfluss auf ihn ausübte.
Dem Wunsch des Vaters folgend begab er sich am 9. September 1716 an die Universität Jena. Hier erwarb er am 30. Januar 1717 die Vorleseerlaubnis für Hochschulen und am 18. März desselben Jahres den akademischen Grad eines Magisters der Philosophie. Am 27. November 1719 wurde er als Rektor der Jenaer Ratsschule eingeführt, wo er energisch die Bildungseinrichtung leitete und nebenher seine Vorlesungen an der Jenaer Salana fortsetzte. So wurde er am 8. Januar 1724 Adjunkt der philosophischen Fakultät, 1733 außerordentlicher Professor derselben und 1738 ordentlicher Professor der Logik und Metaphysik. Mit letzterer Stelle legte er sein Rektorenamt nieder. Als Jenaer Professor an der philosophischen Fakultät war er einige Male Dekan derselben und in den Sommersemestern 1742 sowie 1752 Rektor der  Universität Jena. 1755 wechselte er als Professor an die theologische Fakultät. Nachdem er am 20. Januar 1758 seine Inauguraldissertation zum Doktor der Theologie vorgelegt hatte, wurde er am 2. Februar desselben Jahres zum Doktor promoviert. Jedoch blieb ihm keine lange Wirkungszeit mehr beschieden.
Reusch gehörte zu denjenigen, welche die Theologie mit der Philosophie von Christian Wolff zu verbinden und sie dadurch der Vernunft nahe zu bringen suchten. Trotz der Anhängerschaft der Ideen von Gottfried Wilhelm Leibniz und Wolff war er ein Gegner der Lehre von der prästabilierten Harmonie.
Er war verheiratet mit der Witwe des Jenaer Diakons Johann Gottlieb Musaeus (1700–1737). Aus der Ehe stammen auch Kinder.

## Werke (Auswahl)
- Via ad perfectiones intellectus compendiaria. Eisenach 1728
- Programma inaug. quo professionem logicae ac metaphys. patronosque et fautores ad audiendam orationem de Spinozae atheismo habebitur invitat Jo. Pet. Reusch. Jena 1738 (Online)
- De religionis verae cum felicitate vera necessario arctissimoque nexu. Jena 1738
- Systema Logicum Antiquiorum Atque Recentiorum Item Propria Praecepta Exhibens. Jena 1734, Jena 1741 (Online), Jena 1750, Jena 1760 (Online)
- Systema Metaphysicum: Antiquiorum Atque Recentiorum Item Propria Dogmata Et Hypotheses Exhibens. Jena 1734 (Online), Jena 1743; Jena 1753 (Online)
- Introductio in J. P. Reuschii Systema logicum, cum consensu et approbatione ipsius, methodo tabularum conscripta a M. Jo. Gottlieb Waldin. Jena 1758
- Introductio in Theologiam revelatam, seu Theologiae revelatae Pars generalis, qua necessarius religionis verae ac felicitatis nexus, nec non dogmatum Christianae religionis concordia cum veritatibus naturaliter cognitis, in luce ponuntur, itemque libri canonici religionum, quae perhibentur revelatae, recenfentur. Jena 1744; Jena 1762
- Theologia polemica. Pars I. Jena 1754 (Blieb unvollendet)
- Annotationes in b. Jo. Guil. Baieri Compendium Theologiae positivae. Jena 1757
- Diss. inaug. de efficacia naturali sermonis generatim spectati, et speciatim, verbi divini. Jena 1758 (Präsens Johann Georg Walch, Online)
- Theologia moralis; edidit et praefatus est C. G. Müller. Jena 1760, (Online); Vorrede zu F. S. Zickler's ausführlichen Erklärung der heil. Schrift in der dogmatischen Gottesgelahrheit (Jen. 1753. 4), von dem Nachtheil der philologischen Bibelerklärung durch die mathematische Methode.

Begleitende Disputationen
- Exercitationis Academicæ De cognitione sui ipsius propaedeumatica partem priorem. Jena 1717 (Resp. Wilhelm Christian Ernst Höpffner, Online)
- Vindicias certitudinis mathematum adversus ill. Thomasii cautelas. Jena 1718 (Resp. Johann Reusch (Bendorf), Online)
- Dyas Philologica: I. De Naturali Fundamento Linguæ Ebræorum II. De Convenientia Ziphrarum Cum Decem Primis Ebræorum Litteris. Jena 1718 (Resp. Johann Conrad Schmidt (Iserlohn), Online)
- Dissertatio Philosophica De Sana Illorum Doctrina Qui Emendationem Ab Intellectu Inchoandam Esse Statuunt. Jena 1721 (Resp. Johann Gerlach Eutenneuer, Online)
- De eo, quod pulchrum est in eloquentia justque potissimum rationibus. Jena 1724 (Resp. Wilhelm Levin Severus)
- Via Ad Perfectiones Intellectvs Compendiaria. Eisenach 1728 (Online)
- Quo sensu hic mundus sit optimus.  (ob und in wie fern diese Welt die best sey?). Jena 1734 (Resp. Johann Friedrich Jacobi, Online);  Jena 1739 2. Aufl. (Online); Jena 1746, 3. Aufl., (Online)
- Dissertatio Moralis De Amore Erga Devm Puro. Jena 1739 (Resp. Johann Georg Leutwein, Online), Jena 1743 (Online)
- Diss. philos. de obligatione circa observandas ceremonias. Jena 1739 (Resp. Friedrich Wilhelm von Wedel, Online)
- Diss. philos. de imperio voluntatis in intellectum, speciatim ratione emendationis ex natura animae deducto. Jena 1747 (Resp. Johann Gottlieb Zorn, Online)